# رومهيلد
روهيلد (بالألمانية: Römhild) هي بلدة ألمانية تقع في ألمانيا في هيلدبورغهاوزن. يقدر عدد سكانها بـ 1,931 نسمة .

## المدن التوأمة
مدن باد كنيغسهوفن ايم غرابفلد و Knetzgau هي مدن توأمة لـروهيلد.